# Blasius Herk
Blasius Herk (28. ledna 1841 Reifling – 26. září 1908 Fisching) byl rakouský politik německé národnosti ze Štýrska, na konci 19. století poslanec Říšské rady.

## Biografie
Profesí byl velkostatkářem. Vychodil národní školu v Judenburgu.
Zasedal jako poslanec Štýrského zemského sněmu, kam byl zvolen roku 1891 a kde setrval do roku 1902.
Byl i poslancem Říšské rady (celostátního parlamentu Předlitavska), kam usedl ve volbách roku 1891 za kurii venkovských obcí ve Štýrsku, obvod Judenburg, Murau atd. Mandát obhájil ve volbách roku 1897. Ve volebním období 1891–1897 se uvádí jako Blasius Herk, statkář, bytem Fisching.
V roce 1891 po svém nástupu do Říšské rady se uvádí jako člen konzervativního Hohenwartova klubu. Po volbách roku 1897 se uvádí jako katolický konzervativec. Koncem 90. let byl členem Katolické lidové strany.
Zemřel v září 1908.